# Grøn omstilling
Grøn omstilling er den danske betegnelse:10  for alle de tiltag rundt om i verden – fra såvel det offentliges, erhvervslivets og fra privat side – som har til formål at afværge, begrænse eller udskyde følgerne af den globale opvarmning (på engelsk tales om climate change mitigation, på tysk om Klimaschutz).
Omstillingen drejer sig hovedsagelig om at nedbringe den menneskeskabte udledning af drivhusgasser, dels især ved at udfase brugen af fossile brændstoffer og i stedet basere energiforsyningen på vedvarende energi, og dels ved at fjerne kuldioxid og andre drivhusgasser fra atmosfæren, fx ved skovrejsning. Men grøn omstilling omfatter også ændringer i adfærd mht. forbrug, fx mere genbrug eller mere skånsom produktion, samt en ændret indstilling til vækst, foruden tilpassede beskatningsregler.
Som succeskriterie for grøn omstilling regnes for tiden en global temperaturstigning på maksimalt 2° C, og meget gerne 1,5° C, som vedtaget af et stort antal lande på Klimakonferencen i Paris i 2015. En verdensomspændende vellykket grøn omstilling vil nedsætte risikoen væsentligt for, at den globale opvarmning kommer til at ødelægge menneskenes livsbetingelser på jordkloden. Den grønne omstilling anses af mange for at være det 21. århundredes største udfordring for menneskeheden.
Da kuldioxid ikke nedbrydes naturligt i atmosfæren, vil vor tids høje koncentrationer medføre langvarige og uoprettelige forandringer af klimaet, medmindre der gøres noget. Arten og omfanget af de politiske tiltag, som gennem de næste få år eller årtier gennemføres inden for grøn omstilling, vil derfor få vidtrækkende betydning for Jordens klima de næste tusind til titusinder år.

## Rammer for omstillingen
Det er ingen kunst at køre på 100 procent vedvarende energi. Kunsten er at gøre det, så det ikke blive dyrere end i dag.
Skal det lykkes at skabe bæredygtig udvikling og nå de mål, verden har sat sig for fremtiden, må vi gøre rigtig meget helt anderledes. Den grundlæggende forandring er tvingende nødvendig for at bevare det vigtigste af det, vi kender og holder af.
Hvis alle levede, som vi gør i Sverige og Danmark eller i EU, ville det allerede være for sent for os at holde os under målene om at begrænse opvarmningen til 1,5 eller 2 grader [...] Jo større dit CO2-aftryk er, jo større er din moralske forpligtelse.
Den globale opvarmning skyldes, at atmosfærens indhold af kuldioxid er steget pga. afbrænding af fossilt brændstof, fra et indhold omkring 280 ppm i 1750 til 406 ppm i begyndelsen af 2017. Hvis den globale opvarmning skal standses, må nettoudledningen af kuldioxid til atmosfæren i praksis reduceres til nul. Hvis grøn omstilling skal virke, er det derfor ikke tilstrækkeligt blot at nedsætte nettoudledningen, endsige fastholde den på det nuværende niveau. I stedet skal nettoudledningen af ikke blot kuldioxid, men alle drivhusgasser sænkes til nul. Den globale opvarmning er et eksempel på det man kan kalde fælledens tragedie, nemlig at forringelsen af den naturressource som atmosfæren er, rammer alle lande, og ikke blot de lande som har forringet den ved at udlede kuldioxid. Den grønne omstilling er derfor ikke et anliggende, som hvert individ eller institution eller firma eller land kan gennemføre hver især, omstillingen kræver samarbejde på tværs af landegrænser for at blive effektiv. Med et alternativt udtryk udgør udledningen af drivhusgasserne en negativ global eksternalitet.
Der er i dag en mængde tekniske løsninger til rådighed til sænkning af atmosfærens indhold af drivhusgasser. Uanset om man beslutter sig for at fastholde den globale opvarmning på 1,5°, 2° eller 3° C, vil en vellykket grøn omstilling kræve gennemgribende omlægninger af energiforsyningen; spørgsmålet går kun på den hastighed, omlægningen foretages med, ikke om omlægningen er nødvendig eller ej. Jo senere og jo langsommere omstillingen iværksættes, jo dyrere og mere teknologisk krævende bliver den. Hvis man ingenting gør, vil CO2-udledningen i perioden 2016-2040 vokse med 46%. Denne udvikling vil få den globale temperatur til at stige med 4° C eller mere i løbet af det 21. århundrede, hvilket vil få uoverskuelige klimatiske følger.
Skal denne situation undgås, må der kun indvindes en vis del af de nuværende reserver af fossile brændstoffer. Hvis man ønsker mere end 50 % sikkerhed for at nå 2°-målet, må der ifølge IPCC i tidsrummet 2011-2050 maksimalt udledes mellem 870 og 1.240 Gt (mia. tons) CO2, svarende til at en tredjedel af oliereserverne, halvdelen af naturgasreserverne og 80% af kulreserverne ikke må indvindes, men skal blive liggende nede i jorden.
Som et ikke uvæsenligt kuriosum kan nævnes, at den menneskelige krop via vejrtrækningen også bidrager til CO2-udledning, med gennemsnitligt ca. 0,9 kg CO2 pr individ pr dag. Med en befolkning i april 2019 anslået til 7,7 mia. mennesker svarer dette til 6,9 mio. tons CO2 om dagen.
Hvis man først for alvor går i gang med omstillingen en gang i løbet af 2020-erne, må energiforsyningen meget hurtigt omlægges radikalt, hvis 2°-målet skal nås med mere end 50% sandsynlighed. Samtidig øges omkostningerne til omlægningen, alt imens investeringer i den fossile branche går tabt (såkaldte stranded costs), hvilket nemt får politiske tiltag til at fremstå som tvivlsomme. Det må også erindres, at selv hvis omstillingen går over al forventning mht. hastighed og omfang, vil processerne i atmosfæren foregå med en sådan træghed, at klodens temperatur vil blive ved med at stige i årtier efter at de menneskeskabte udledninger af drivhusgas er bragt helt til ophør.
Energiforsyning er i dag stadig i høj grad opbygget omkring infrastruktur, som ikke i sig selv forældes eller nedslides. Samtidig har brugen af fossile brændstoffer helt til nu været en fast forankret del af moderne livsstil. En fuldstændig omstilling til bæredygtig energi kan ikke gennemføres her og nu, men er en proces som vil komme til at vare årtier, selvom de nødvendige teknologier allerede er kendte. En vigtig faktor for at nå målet er en korrekt prissætning af fossile brændstoffer. Prisen bør afspejle alle miljø- og samfundsmæssige omkostninger ved afbrænding af dem, sådan at man ikke tilskyndes til at fortsat at bruge, endsige udbygge brugen af fossile brændstoffer, fx med kulfyrede kraftværker.

## Historie
Den amerikanske kemiker Charles David Keeling opdagede omkring 1960, at atmosfærens indhold af CO2 ikke er konstant, men øges gradvist år for år. Denne opdagelse og dens betydning for drivhuseffekten blev startskuddet til den grønne omstilling, om end der skulle gå flere årtier, før opdagelsens konsekvenser for alvor gik op for verdenssamfundet.
I 1972 vedtog man i Stockholm på FN's første miljøkonference en erklæring med 26 punkter om verdens udvikling, vækst og miljø. Stockholm-konferencen og dens tilknyttede videnskabelige konferencer var sandsynligvis medvirkende til oprettelsen i 1973 af det daværende EF's miljøagentur (i dag EEA – European Environment Agency).
Udvikling der imødekommer nutidens behov uden at ødelægge kommende generationers mulighed for at imødekomme deres behov.
Stockholm-konferencen banede også vejen for en større forståelse af global opvarmning, og inspirerede forfatterne bag Brundtland-rapporten fra 1987, officielt kaldet Vores Fælles Fremtid. Rapporten påpegede, at hvis man skulle passe på jordklodens miljø, måtte man først begynde med at bekæmpe fattigdom og kønslig og økonomisk ulighed, samt erkende at der er grænser for, hvor meget økonomisk vækst et område kan bære uden at tage skade. Fattigdom hæmmer muligheden for bæredygtig udvikling og sætter miljøet under pres, og man må derfor finde en balance mellem økonomi og økologi.
| > 11 11 – 8 – 5,5 – 4 – 3,2 | 3,2 – 2,4 – 1,6 – 0,8 – 0,24 < 0,24 |

| År   | Fossil | A-kraft | Vedvarende | I alt |
| ---- | ------ | ------- | ---------- | ----- |
| 1950 | 33,4   | 0,0     | 3,1        | 36,5  |
| 1960 | 44,5   | 0,0     | 3,1        | 47,5  |
| 1970 | 67,0   | 0,3     | 4,3        | 71,6  |
| 1980 | 73,7   | 2,9     | 5,7        | 82,3  |
| 1990 | 76,3   | 6,4     | 6,4        | 89,1  |
| 2000 | 89,4   | 8,3     | 6,4        | 104,1 |
| 2005 | 90,4   | 8,6     | 6,6        | 105,6 |
| 2010 | 85,3   | 8,9     | 8,5        | 102,7 |
| 2015 | 83,7   | 8,8     | 10,0       | 102,5 |
| 2016 | 83,0   | 8,9     | 10,7       | 102,6 |

Brundtland-rapporten efterfulgtes af en FN-konference i Rio de Janeiro i 1992, hvor deltagerne underskrev Agenda 21, en 300-siders plan for bæredygtig udvikling i det 21. århundrede, og hvor FN's kommission for bæredygtig udvikling (CSD) blev grundlagt.
Kyoto-aftalen fra 1997, som er en videreførelse af en aftale fra Rio-konferencen, er den første internationale aftale, som med hovedfokus på begrænsning af global opvarmning og udledning af drivhusgasser opstiller forpligtelser for de enkelte medunderskrivere. Selvom USA aldrig underskrev aftalen, mens Canada trak sin støtte i 2012, står 192 lande i 2017 som underskrivere af aftalen.
Der var store forventninger til COP15-konferencen i København i december 2009, men deltagerne kunne ikke enes om en juridisk bindende aftale om begrænsning af udledningerne, men kun om en hensigtserklæring kaldet Copenhagen Accord. Bedre gik det i Paris i december 2015, hvor Paris-aftalen kom i hus, en aftale som forpligter de 195 underskrivere til at stræbe efter at holde den globale opvarmning under 2° C, og gerne 1,5° C. De enkelte deltagerlande opstiller ifølge aftalen deres egne juridisk bindende mål for begrænsning af udledningerne, samt fastlægger virkemidlerne og rapporterer regelmæssigt om hvordan det går, og verdens rige lande forpligter sig desuden til at oprette en klimafond på 100 mia. US$, som skal bruges til at hjælpe udviklingslande med at skære ned på deres udledninger.
Oprindeligt blev grøn omstilling overvejende anskuet som et samfundsanliggende, som skulle gennemføres og styres politisk gennem offentlig forvaltning, ved nationale tiltag fra statslige eller regionale myndigheders side, med baggrund i konventioner og aftaler. Senere har det vist sig, at det oftest først er når der opstår økonomiske og erhvervsmæssige interesser i mulighederne i grøn omstilling, at der for alvor begynder at ske noget. [kilde mangler]  Et lidt besynderligt eksempel herpå er den massive omlægning af USA's forbrug af fossile brændstoffer som fandt sted i løbet af 2000-erne, som resultat af opdagelsen af store forekomster af skifergas i det nordlige Midtvesten. Det var ikke primært ønsket om grøn omstilling som drev dette skift i energiproduktion, men derimod rene økonomiske interesser, idet skifergas er billigere at indvinde end kul. Ikke desto mindre har omlægningen til skifergas betydet et kraftigt fald i USA's udledning af drivhusgasser, idet skifergassen frigiver færre af disse gasser end de kul, man traditionelt brugte i den amerikanske energiforsyning.
Op gennem 2010-erne gennemgik både solceller og batterier en rivende teknologisk udvikling, samtidig med at prisen på dem faldt op mod 85 %, mens vindenergi i samme periode er faldet 55 % i pris. I begyndelsen af 2020-erne er vedvarende energi således ved økonomisk at udkonkurrere fossil energi.
Forfatterne af 2022-rapporten fra FN's klimapanel IPCC har beregnet, at omkostningen gennem hele det 21. århundrede ved at fastholde de globale temperaturstigninger på højst 2 grader faktisk er en lille gevinst: verden som helhed sparer penge på at holde temperaturstigningen nede. Den grønne omstilling koster godt nok mange penge, men den sparer os på sigt for ødelæggende naturkatastrofer, tab af menneskeliv og landbrugsland. Men hvis den grønne omstilling skal lykkes, og klimakatastrofen afværges, skal der ifølge forfatterne øjeblikkeligt foretages meget kraftige reduktioner inden for alle samfundssektorer i udledningen af drivhusgasser. 
Ved offentliggørelsen i marts 2023 af IPCC's synteserapport AR6 udtalte en af forfatterne, den danske klimaprofessor Sebastian Mernild, at det efter hans mening ikke længere var realistisk at stræbe efter at begrænse den globale temperaturstigning til 1,5° C, og efterlyste i stedet mere realistiske mål.

### Skepsis
Når forandringens vinde blæser, deles befolkningen i to: de der bygger vindmøller og de der bygger læhegn.
Skepsis er fremført mht. hvordan den grønne omstilling gribes an, fx støtteordninger som forbrugerne kommer til at betale i form af unaturligt høje energipriser, de stærkt svingende udnyttelsesgrader for sol- og vindenergi sammenlignet med konventionel energiproduktion, modstand mod at få vedvarende energianlæg stillet op i sit nærområde (såkaldt NIMBYisme) og utilstrækkelig infrastruktur.
Køber man CO2-kvoter for 200 dollar, gør man for 20 dollar godt i verden; hvis man i stedet gav pengene til malaria-bekæmpelse, ville man gøre for 800 dollar godt i verden.
Den danske politolog Bjørn Lomborg gjorde sig omkring årtusindskiftet stærkt bemærket med debatbogen Verdens sande tilstand, på engelsk med titlen The Skeptical Environmentalist, hvor han argumenterer for, at miljøforkæmpere havde overdrevet deres forudsigelser af det globale miljøs dårlige tilstand, herunder omfanget af global opvarmning, samt at midler der anvendes på miljø- og klimaforbedringer skal prioriteres efter, hvor de gør mest gavn. Bogen afstedkom en ophedet debat og førte til en anklage om videnskabelig uredelighed, som dog senere blev underkendt af Videnskabsministeriet. Men Lomborg er vedblevet med at være en kontroversiel figur, fx med udsagn som, at hvis hvert eneste af medunderskriverlandene til Paris-aftalen holder hvert eneste af sine løfter til CO2-udledning fuldt ud, vil CO2-udledningen i 2030 være beskåret med sammenlagt 56 gigatons. Men dette skal sammenlignes med, at hvis temperaturstigningen som vedtaget i Paris-aftalen skal holdes under 2°, skal CO2-udledningen inden år 2100 nedbringes med 6.000 gigatons. På denne måde vil vi have brugt de første 30 år af århundredet på at løse 1% af problemet.
[Borgerlige danske politikere] mener, at markedskræfterne skal regulere samfundet, og [de] er modstandere af, at samfundet laver reguleringer, der nedbringer CO2-udledning.
Den danske professor emeritus i geografi Johannes Krüger advarede i 2021 i sin bog med titlen 32 myter om klimaet du ikke skal hoppe på mod at sammenblande tiltag inden for områderne miljø og bæredygtighed med tiltag rettet mod klimaændringer, fordi menneskeskabte CO2-udledninger efter hans mening ikke bidrager nævneværdigt til den globale opvarmning. Faktisk nyder natur- såvel som kulturplanter kun godt af øgede mængder CO2 i atmosfæren, og høstudbyttet af en række vigtige kulturplanter, såsom hvede, majs og sukkerroer, vil kunne øges med mellem en fjerdedel og halvdelen alene ved at CO2-koncentrationen i atmosfæren stiger fra de nuværende godt 400 ppm til 600 ppm.
Et studie fra 2023 af danske tv-debatter om grøn omstilling viste en tydelig tendens, især blandt borgerlige politikere, til at nedtone behovet for klima-afgifter og anden samfundsmæssig omstilling, idet man i stedet satte sin lid til ny, fremtidig teknologi: "Sprogligt fraskriver de sig ansvaret for den grønne omstilling og for reduktionen af CO2 og siger, at teknologien nok skal klare det for os".

### Danmark
I Danmark var man tidligt ude med ny teknologi til brug i den grønne omstilling, især inden for vindenergi. Gedsermøllen, designet af elektriker og opfinder Johannes Juul, var en trevinget 200 kW vindmølle, som viste sig meget driftsikker og i årene 1957-1967 producerede elektricitet til SEAS. Den var i sin tid verdens største vindmølle, og dens overordnede design ligger til grund for alle moderne store vindmøller.
Mens man i Danmark i 1970-erne diskuterede indførelse af kernekraft, byggede skolesamvirket Tvind den 54 m høje Tvindmølle, som havde dobbelt så lange vinger som Gedsermøllen og som i årene 1978-2007 havde 117.540 driftstimer og leverede 16 GWh elektricitet. Tvindmøllen, som kunne ses på lang afstand i det flade vestjyske landskab, fik stor symbolsk og politisk betydning for udbredelsen af vedvarende energi, foruden at den satte skub i forskning inden for vindteknologi, bl.a. på Risø.
I løbet af 1980-erne voksede et antal vindmølleproducenter frem i Danmark, bl.a. Vestas, Bonus og NEG Micon, og man begyndte opstilling af et stort antal små og mellemstore vindmøller landet over. I 2004 overtog tyske Siemens Bonus-fabrikken i Brande, og samme år overtog Vestas NEG Micon i Randers, og blev herved verdens største vindmølleproducent.
I 1991 gik Elkraft og SEAS sammen om at opstille vindmøller i Smålandsfarvandet nord for Lolland. Vindeby havvindmøllepark var verdens første af sin slags, med 11 stk 450 kW vindmøller fra Bonus. Møllerne blev først pillet ned i september 2017 og havde da i alt leveret 243 GWh elektricitet.
Kort efter årtusindskiftet begyndte man at bygge store havvindmølleparker, bl.a. Horns Rev 1, Horns Rev 2, Anholt og Rødsand, og pr 2017 er parker undervejs på Kriegers Flak i Østersøen og langs den jyske vestkyst ved Søndervig og Harboøre.

## Omstilling af energiforsyning
I de fleste scenarier for grøn omstilling skal reduktionen af udledning af drivhusgasser opnås ved at mindske energispild og skifte til energiproduktion med lille eller ingen frigivelse af CO2. Omkostningerne ved grøn omstilling har vist sig mindre inden for elforsyning end i fx transportsektoren, og derfor anses elproduktion for en af de mest lovende måder at nedbringe CO2-udledningen på.

### Vedvarende energi
Herunder hører biobrændsel, vandkraft, tidevandsenergi, bølgeenergi, vindkraft, solenergi og jordvarme. Inden for disse områder er der de senere år sket en kraftig vækst i produktionen. I 2011 voksede den vedvarende energis andel af verdens elproduktion for fjerde år i træk, til 20,2%. I 2014 stod vedvarende energi for 19% af verdens samlede energiforbrug, heraf 9% fra biobrændsel, 4% el fra vandkraft, 2% el fra vind, sol og jordvarme og 4% øvrige.
Efterspørgslen efter vedvarende energi er vokset meget hurtigere end nogen troede. FN's klimapanel mener, det teknologisk set er overkommeligt at få en række vedvarende energikilder til at dække størstedelen af klodens energibehov. I 2017 står vedvarende energi for mere end en femtedel af energiforsyningen i mere end 30 lande. [kilde mangler] I 2012 var næsten halvdelen af nyinstalleret elproduktion fra vedvarende kilder, og prisen på vedvarende el er faldende. Udviklingen hjælpes mange steder på vej af politiske initiativer og lovgivning, som forbedrer konkurrencevilkårene for og øger offentlighedens tilslutning til vedvarende energi. I 2011 har 118 lande iværksat handlingsplaner for en fremtid med vedvarende energi.
Inden for elproduktion har nogle lande geologiske, geografiske eller meteorologiske fordele mht gennemførelse af grøn omstilling. 100% af Islands el kommer således fra geotermisk energi, mens vandkraft står for 85 % af Brasiliens, 62% af Østrigs, 65% af New Zealands og 54% af Sveriges elproduktion. I andre områder er vindenergi vigtig ved elproduktion, og udgør fx 14% af Iowas, 40% af Schleswig-Holsteins og 20% af Danmarks elproduktion. Solopvarmet vand udgør en voksende energikilde i mange lande, især Kina, og 70 mio husholdninger verden over får i dag helt eller delvist deres varme vand på denne måde. Også energikilderne jordvarme og biomasse er voksende, og i Sverige har biomasse overhalet olie som energikilde. Biobrændsel til biler og lastbiler har siden 2006 ført til et kraftigt fald i olieforbruget i transportsektoren i USA. Verden over blev der i 2009 fremstillet 93 mia liter biobrændsel, som erstattede skønnet 68 mia liter benzin, svarende til 5% af den globale benzinproduktion.
Selvom vedvarende energi indtager en helt centralt plads i den grønne omstilling, er disse energiformer faktisk ikke helt CO2-neutrale. Man kan ikke undgå CO2-udledning, heller ikke når man bygger et bæredygtigt kraftværk, eller når afgrøder til biobrændsel skal høstes, bearbejdes og transporteres. Men med kuldioxid-ækvivalenter på 9,4 og 11,6 og 29,2 g CO2 pr kWh udgør udledningen af drivhusgas fra hhv vindkraft, vandkraft og solceller kun en brøkdel af udledningen fra fossile brændstoffer. Således udleder et kombineret gas-og-damp kraftværk med høj virkningsgrad 350-400 g CO2 og et konventionelt kulfyret kraftværk 750-1.050 g CO2 pr kWh.

## Omstilling af energiforbrug
Det moderne vestlige forbrugersamfunds store energiforbrug udgør en trussel mod det globale miljø, idet den tilknyttede CO2-udledning fremskynder den globale opvarmning. Amerikanske videnskabelige undersøgelser har vist, at hvis man som forbruger vil mindske CO2-udledningen, er der fire høj-effektive virkemidler:
1. Få færre børn (hvert barn mindre sparer 58,6 tons kuldioxid-ækvivalenter om året)
2. Drop bilen (sparer 2,4 tons om året)
3. Flyv mindre (en tur mindre frem og tilbage over Atlanten sparer 1,6 tons)
4. Bliv vegetar (sparer 0,8 tons om året)
Dette er anderledes og meget mere effektive virkemidler end de sædvanlige populære råd om en grønnere livsstil, fx
- skift til hybridbil (0,52 tons årligt)
- tøjvask i koldt vand (0,25 tons årligt)
- genbrug (0,21 tons årligt)
- skift til energisparepærer (0,10 tons årligt)

Denne type råd dominerer fuldstændig den offentlige debat om grønnere livsstil, mens de fire høj-effektive virkemidler stort set aldrig omtales i medier, politiske initiativer, skolebøger m.m. Selvom det fx er otte gange ’grønnere’ at blive vegetar end at bruge energisparepærer.

### Kostomlægning
Fødevarer står for den største del af den CO2-udledning, som er knyttet til forbrug, fulgt af husholdninger, transport, serviceydelser, andre produkter end fødevarer, og byggeri. I fattige lande er det fødevarer og serviceydelser som dominerer, mens det i rige lande mere er transport og andre produkter. En undersøgelse fra 2014 af briternes spisevaner viste, at en kødspiser bidrager med 7,19 kg CO2-ækvivalent pr dag, mens tallene for en vegetar er 3,81 kg og for en veganer 2,89 kg. Hvis vi alle blev vegetarer, kunne CO2-udledningen fra fødevarer mindskes med 63% i 2050. I 2016 indførte Kina en ny fødevarepolitik, som har til formål at beskære kødforbruget med 50% og således mindske udledningen af drivhusgas med 1 mia tons frem mod 2030. Samme år viste en britisk undersøgelse, at man ved at beskatte kød og mælk både kunne nedbringe drivhusgasudledningen og forbedre folks helbred. Med 40% skat på kød og 20% på mælk ville man ideelt set kunne formindske udledningen af drivhusgasser med 1 mia tons om året.

### I trafikken
På transportområdet er forbedret brændselsøkonomi i biler, indførelse af elbiler og ændring i trafik-adfærd (fx at tage cyklen i stedet for bilen) vigtige redskaber til nedbringning af udledningerne. Mange benzin- eller dieseldrevne biler kan omstilles til el, og fx er der i dag kapacitet til at oplade 73% af USA's varebiler og små lastbiler med el om natten. Amerikanske elbiler udleder i gennemsnit 110 g CO2 pr km, mod 270 g for benzinbiler. I Danmark stod transportsektoren omkring 2010 for en femtedel af CO2-udledningen.
Frem mod slutningen af 2010-erne har Formel E, et motorløb for elbiler, fået stadig større opmærksomhed, ikke mindst fra de bilfirmaer, som traditionelt har brugt Formel 1 som udviklingsplatform for ny bil-teknologi. Ved løbet i Paris i april 2019 blev for første gang i Formel E’s historie brugt batterier med så høj ydeevne, at man ikke behøvede skifte biler undervejs i løbet.

### Energibesparelse
Man kan grundlæggende spare på energien på to måder, enten ved at bruge energien mere effektivt, fx når man ved at isolere et hus kan holde den samme temperatur indendørs med mindre energiforbrug, eller ved at slække på kravene og komforten, ved fx at sænke temperaturen eller mængden af lys. Vælger man at slække på komforten, kræver det en adfærdsændring hos forbrugeren, når man fx skal have mere tøj på indendørs eller skal tage tog, bus eller cykel i stedet for bilen.
I Californien indførte man i midten af 1970-erne en forholdsvis stram lovgivning for energibesparelse inden for områder som nybyggeri og elektriske apparater, og siden da har det californiske energiforbrug pr indbygger ligget nogenlunde konstant, mens det i resten af USA er fordoblet. Inden for energiområdet arbejder man i Californien med en prioritering, som sætter energibesparelser først, fulgt af vedvarende energikilder, mens fossile brændstoffer kommer sidst.
Ecodesign var et EU-direktiv, som blev indført i 2003 til fremme af energibesparelse, og som senere er blevet kendt gennem de kulørte A-G-energimærker på støvsugere, vaskemaskiner, airconditionanlæg, computere, vandvarmere med mere. I 2020 formodes direktivet at have ført til en reduktion i EU's energiforbrug svarende til Italiens samlede energiforbrug (som i 2015 var 6.500 PJ (petajoule)), en besparelse som svarer til en fjerdedel af den CO2-reduktion, som EU har forpligtet sig til at nå i 2020.
Ifølge det internationale energiagentur IEA vil energibesparelse i bygninger, industri og transport frem mod 2050 kunne mindske det globale energiforbrug med en tredjedel.
Energiproduktion er nødt til at have en sådan kapacitet, at den også kan dække energiforbruget i spidsbelastningssituationer. Hen over døgnet topper elforbruges således først på aftenen, når der laves mad, mens varmeforbruget hen over året topper på kolde vinterdage. Mange former for energiforbrug, som ikke nødvendigvis skal foregå på bestemte tider af døgnet eller året, kan vha digitalisering, kunstig intelligens og andre it-teknologier henlægges til tidspunkter, fx om natten, hvor det generelle energiforbrug er lavt. Man har vurderet, at halvdelen af det danske elforbrug på denne måde kan gøres fleksibelt, og dermed være med til at indpasse de store mængder vedvarende energi fra fx havvindmøller. Systemet bliver dog ikke for alvor effektivt, medmindre de danske energiafgifter omlægges, så der bliver større forskel på prisen for fossil eller grøn el og varme.

### Under corona-pandemien
En amerikansk undersøgelse har vist, at selv om corona-pandemien i 2020-21 fik CO2-udslippet fra især flytrafik til at falde, så steg brugen af internet til gengæld, så at den under pandemien stod for dobbelt så stor CO2-udledning som den samlede flytrafik. Det er især streaming-tjenester som Netflix, samt brugen af fx WhatsApp og TikTok, der bidrager til den øgede udledning af drivhusgasser. Også pandemiens mange virtuelle møder på fx Zoom øger udledningerne; her kan man spare 96 % af energiforbruget ved at slukke for kameraet. Og ser man Netflix i standard billedkvalitet i stedet for HD, sparer man 86 % af energiforbruget.

## Kulstoflagre
Den grønne omstilling kan fremmes, hvis de naturligt forekommende kulstoflagre kan udbygges, fx ved geologisk CO2-lagring, skovrejsning eller nedgravning af biokul. En schweizisk undersøgelse konkluderede i 2019, at man ved en verdensomspændende skovrejsning i løbet af et århundrede vil kunne opsamle omkring 200 mia tons kulstof, svarende til to trediedele af al den kulstof, menneskelig aktivitet siden den industrielle revolution i begyndelsen af 1800-tallet har tilført atmosfæren.

## Bæredygtighed
Der ligger en opgave i at mindske udledningen af CO2, uden at det kommer til at påvirke bæredygtigheden, i form af negative konsekvenser for miljø og mennesker. Fx indgår der i fremstilling af såvel vindmøller som elbiler en hel del metal, såsom stål og kobber, men også REM-metaller og lithium. REM-metaller kommer hovedsagelig fra Kina, hvor udvindingen har ført til omfattende ødelæggelser af landskaber og grundvand. Lithium udvindes især i Atacamaørkenen i Sydamerika, og de enorme mængder vand, som produktionen kræver, har ført til vandmangel, som påvirker økosystemer, dyreliv og oprindelige folk. Hvis disse og lignende råstoffer skal udvindes på mere bæredygtig vis, vil det alt andet lige fordyre processerne og dermed den grønne omstilling.
Hver gang vi i verden udleder 3 tons CO2 til atmosfæren, kommer 2 af de 3 tons fra at udvinde ressourcer fra jorden og bearbejde dem i energitunge processer, så vi kan bruge dem til byggematerialer og produktion af varer generelt. Vi skal være bedre til at genanvende disse i stedet for at hive nye materialer ud af jorden.
I 2021 var der 3 mio elbiler på verdensplan, mens det anslås, at der i 2030 vil være 125 mio elbiler. Batterier til elbiler vil komme til at få en helt central rolle i grøn omstilling, ikke alene som kraftkilde til bilerne, men især også som lagringsmedie til strøm produceret fra vedvarende energikilder på tidspunkter, hvor produktionen overstiger forbruget. Men til fremstilling af så mange batterier medgår så store mængder råstoffer, at genanvendelse i stor skala vil være nødvendigt. Dette gælder ikke mindst metallet kobolt, som i dag findes i stort set alle batterier, men som er dyrt og ofte udvindes under problematiske forhold, herunder børnearbejde og sundhedsskadelige arbejdsforhold, bl.a. i DR Congo.
Den grønne omstillings vedvarende energi skal for en stor dels vedkommende komme fra vindmøller. De har en levetid på 20-30 år, idet havvindmøller har kortere levetid end møller på land, fordi de er mere udsatte for vind og vejr. I Danmark var man tidligt ude med opstilling af vindmøller, både på land og til havs, og man er derfor nu i gang med at udskifte ældre møller med nye. Metaller i de gamle møller kan forholdsvis nemt genanvendes, mens det er noget vanskeligere at genanvende den glasfiber, som vingerne er fremstillet af. Siden 2001 er i Danmark nedtaget mere end 10.000 vindmøllevinger, hvoraf en stor del er endt på lossepladsen, mens andre er blevet brændt og brugt i varmeproduktion og andre igen er blevet findelt og brugt som fyldmateriale i fx veje. Der ligger en udfordring i at skille de forskellige materialer ad, som vingernes kompositmaterialer består af, så de kan genanvendes til produktion af nye vinger.

### Generelt
- Global opvarmning
- Bæredygtighed
- Grønvask
- Energiomstilling
- Doughnut-model

### Energiproduktion
- Fossilt brændstof
- Grøn energi
- Vedvarende energi
- Vindenergi
- Bølgeenergi
- Geotermisk energi
- Solenergi
- Kernekraft
- Biobrændsel

### Energiforbrug
Enheder for energi

J: Joule
- kJ: kilo-Joule (=103 Joule)
- MJ: mega-Joule (=106 Joule)
- GJ: giga-Joule (=109 Joule)
- TJ: tera-Joule (=1012 Joule)
- PJ: peta-Joule (=1015 Joule)
- EJ: exa-Joule (=1018 Joule)

cal: kalorie
- kcal: kilokalorie (=103 cal)

kWh: kilowatt-time

GWh: gigawatt-time

Btu: British thermal unit

Omregning
- 1 kcal = 4.184 J = 4,184 kJ
- 1 Btu = 1.055 J
- 1 kWh = 3,6 MJ
- 1 GWh = 3,6 TJ

Energiforbrug – regneeksempler fra hverdagen:
- vandvarmer til 10 krus te: 2.000 W i 10 min = 2000 W x 600 s = 1.200.000 J = 1,2 MJ = 0,33 kWh
- smartphone-oplader til teenager: 5 W i 3 timer = 5 W x 10.800 s = 54.000 J = 0,054 MJ = 0,015 kWh[92]

En 8 MW vindmølle kan altså levere strøm til 
- enten 8.000.000 W / 2.000 W = 4.000 vandvarmere
- eller 8.000.000 W / 5 W = 1,6 mio smartphone-opladere

Enheder
- W: Watt (effekt)
- s: sekund (tid)
- J: Joule (energi)
- kWh: kilowatt-time (energi)

- Sparepære
- Bæredygtigt byggeri
- Passivt design
- Elbil
- Jordens overforbrugsdag (EOD)
- Klimaaftryk

### Organisationer
- FN's klimapanel (IPCC)

### Konventioner og aftaler
- Brundtlandrapporten 1987
- UNFCCC 1992
- Kyoto-aftalen 1997
- Paris-aftalen 2015

### Store firmaer inden for vedvarende energiproduktion
Dette forretningsområde startede op i de sidste årtier af 1900-tallet i Europa og Nordamerika, men har siden spredt sig til især Østasien, som i slutningen af 2010-erne har nogle af verdens største vindmølleproducenter og fuldstændig dominerer markedet for solenergi.

#### Solenergi
- BrightSource Energy  USA
- Canadian Solar  Kina
- First Solar  USA
- Hanwha Solar One  Sydkorea
- JinkoSolar  Kina
- Kyocera  Japan
- Sharp Solar  Japan
- Suntech Power  Kina
- Trina Solar  Kina
- Yingli  Kina

#### Vindenergi
- Enercon  Tyskland
- Envision  Kina
- Gamesa  Spanien
- GE Wind  USA
- Goldwind  Kina
- Mingyang  Kina
- Siemens Wind Power  Tyskland
- Sinovel  Kina
- Suzlon Energy  Indien
- United Power  Kina
- Vestas  Danmark

I sommeren 2017 besluttede Gamesa og Siemens at samle deres aktiviteter inden for vindenergi.

### Danmark
- Grønne omstilling af Danmark-Institut for Geovidenskab og Naturforvaltning, Københavns Universitet
- Årlig energistatistik 2016 – Energistyrelsen
- Energibesparelser – Energistyrelsen
- CITIES, Centre for IT-Intelligent Energy Systems in cities
- Grøn omstilling – Erhvervsstyrelsen Arkiveret 27. oktober 2020 hos  Wayback Machine
- CGO – Center for grøn omstilling Arkiveret 10. oktober 2018 hos  Wayback Machine, Aalborg kommunes platform for bæredygtighed
- EU-projekt Samskabende Grøn Omstilling, Hjørring kommune Arkiveret 30. september 2017 hos  Wayback Machine
- State of Green – Danmarks officielle grønne brand
- Danmarks Grønne Investeringsfond Arkiveret 11. oktober 2017 hos  Wayback Machine – selvstændig statslig lånefond til fremme af grøn omstilling
- KR Foundation Arkiveret 11. oktober 2017 hos  Wayback Machine – privat dansk fond for grøn omstilling
- Building Green Arkiveret 11. oktober 2017 hos  Wayback Machine – årlig messe i København og Aarhus for bæredygtigt byggeri
- Vedvarende energi i Danmark (engelsk Wikipedia)
- Liste over danske havvindmølleparker (engelsk Wikipedia)

### Internationalt
- Fossil of the Day Award, fra Climate Action Network
- AR6 vurderingsrapport 2022 fra IPCC (FNs klimapanel) Arkiveret 4. april 2022 hos  Wayback Machine
- UNEP DTU Partnership: Emissions Gap Report 2021
- Renewables 2018 Global Status Report – fra ren21.net
- Renewables 2019 Global Status Report – fra ren21.net
- Renewables 2020 Global Status Report – fra ren21.net
- Renewables 2021 Global Status Report – fra ren21.net
- Om DESERTEC Arkiveret 11. oktober 2017 hos  Wayback Machine – solenergi fra verdens ørkener
- Atmosfærens aktuelle CO2-indhold på Earth's CO2 Home Page
- One Earth Climate Model, tysk-australsk model for grøn omstilling
- 4C Offshore – portal for havvindmølleparker